# منطقة حيفا
منطقة حيفا (بالعبرية: מחוז חיפה) هي منطقة إدارية إسرائيلية مركزها مدينة حيفا. وتعد واحدة من 6 مناطق إدارية (ألوية) إسرائيلية منذ حرب 1948 في فلسطين التاريخية. المناطق الأخرى هي: لواء الشمال و اللواء الأوسط ولواء تل أبيب و لواء القدس و لواء الجنوب.

## ديموغرافيا
ووفقا لدائرة الإحصاء المركزية الإسرائيلية لعام 2011:
- مجمل عدد السكان: : 926,700 (2011)
- الإثنية:
  - اليهود: 642,700 (69.4%)
  - العرب: 233,000 (25.1%)
  - آخرون: 51,000 (5.5%)
- الأديان:
  - يهود: 642,700 (69.4%)
  - مسلمون: 192,300 (20.8%)
  - دروز: 24,300 (2.6%)
  - مسيحيون: 22,900 (2.5%)
  - غير مصنفون: 44,400 (4.8%)

## المناطق الإدارية

### البلديات

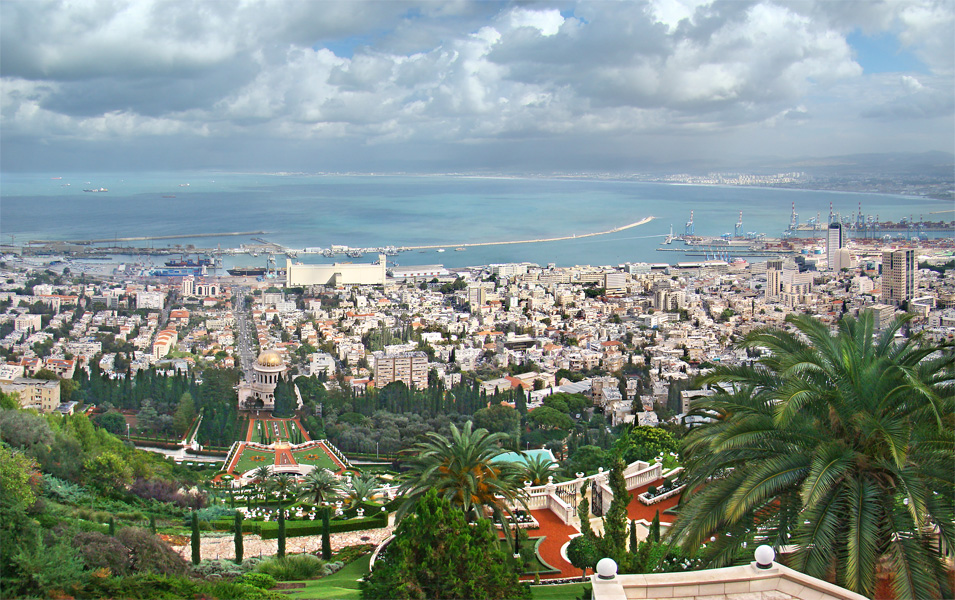
مدينة حيفا عاصمة منطقة حيفا.

بعد حرب 1948 وأثنائها، أقدمت إسرائيل على مصادرة وتدمير عشرات البلدات والقرى الفلسطينية في منطقة حيفا، وتهجير أهلها من معظمها. وقد أقامت مدن جديدة على أنقاض تلك البلدات المهجرة وفي مناطق أخرى كانت سابقا مستوطنات يهودية لإستيعاب المهاجرين اليهود إلى فلسطين. إلاّ أن هناك بعض من المدن والقرى لا تزال تحوي نسبة كبيرة من الفلسطينيين الذين بقوا في أرضهم بعد النكبة، وهم عرب 48.
حالياً، من الناحية الإدارية هناك عدد من المدن في هذا اللواء، ذات غالبية عربية ساحقة، ومنها ما هو مختلط - حيث كانت ذات أغلبية عربية قبل النكبة، ومنها ما أنشأته إسرائيل بعد حرب 1948 أو قبلها، وهي ذات غالبية يهودية من المهاجرين.
| المدن | المجالس المحلية | المجالس الإقليمية                                                                                |
| --- | --- | ------------------------------------------------------------------------------------------------ |
| - الخضيرة - أم الفحم - أور عقيفا - باقة الغربية - حريش - حيفا - كريات آتا - كريات بياليك - كريات موصقين - كريات يام - كفر قرع - نيشير | - الفريديس - برديس حنا-كركور - بسمة - بنيامينا-غفعات عادة - جسر الزرقاء - دالية الكرمل - رخسيم - زخرون يعكوف - طلعة عارة - عرعرة - عسفيا - كريات طبعون | - المجلس الإقليمي حوف كرميل - المجلس الإقليمي زفلون - المجلس الإقليمي منشه - مجلس ألونا الإقليمي |

## المجالس المحلية
هناك الكثير من القرى والمجالس المحلية الصغيرة التي تقع ضمن هذا اللواء، منها: كفر قرع، عرعرة، جسر الزرقاء، قيسارية، جت وغيرها.

## أعلام
- إبراهيم غنام